# Balinci
Balinci – wieś w Chorwacji, w żupanii virowiticko-podrawskiej, w gminie Mikleuš. W 2011 roku liczyła 70 mieszkańców.